# Ivan Asen I
Ivan Asen I, noto anche come Ioan Asen I, Ioan Asan (in bulgaro Иван Асен I?; XII secolo – Veliko Tărnovo, 1196), è stato sovrano di Bulgaria dal 1187 o 1188 al 1196 assieme al fratello maggiore Pietro IV.
Originario del thema bizantino del Paristrion, il suo luogo e la data di nascita esatti sono sconosciuti. Sebbene la maggior parte delle cronache contemporanee ritenga che Asen e i suoi fratelli, Teodoro (Pietro) e Kalojan, fossero valacchi, è probabile che essi risultassero in parte bulgari e in parte cumani, oltre che di origine valacca.
Nel 1185, Asen e Teodoro si recarono dall'imperatore bizantino Isacco II Angelo in Tracia per chiedere l'assegnazione di alcuni possedimenti nei Monti Balcani. Dopo che l'imperatore rifiutò la proposta e inveì contro di loro, i fratelli persuasero i propri compatrioti bulgari e valacchi a insorgere contro l'Impero bizantino. Prima della fine dell'anno, Teodoro fu incoronato imperatore di Bulgaria, prendendo il nome di Pietro. Dopo che Isacco II li sconfisse all'inizio del 1186, Asen e Pietro fuggirono a nord, oltre il Danubio, ma fecero ritorno in autunno, accompagnati da rinforzi cumani. Essi si impossessarono del Paristrion e iniziarono a saccheggiare le terre bizantine limitrofe.
Asen governò assieme a suo fratello nel 1187 o 1188 e i due si spartirono il regno intorno al 1192, con Asen che fu incaricato di presidiare Tărnovo e la regione circostante. Asen eseguì una serie di incursioni in territorio bizantino e ampliò il suo dominio sulle terre lungo il fiume Struma poco dopo il 1190. La parentesi al potere di Asen terminò quando un boiardo, tale Ivanko, lo pugnalò a morte nel 1196.

## Biografia

### Primi anni
Le biografie di Asen e di suo fratello, Teodoro, lasciano intendere che discendessero da una famiglia importante, come ha affermato la storica Alicia Simpson. Lo storico Alexandru Madgearu ha ritenuto che il loro padre fosse molto probabilmente un uomo ricco che possedeva greggi nei Monti Balcani. La data di nascita di Asen rimane avvolta nel mistero.
Il Libro di Boril, una cronaca bulgara medievale risalente all'inizio del XIII secolo, lo chiama per esteso «Ioan Asen Belgun». Una delle Biografie dedicate a Giovanni di Rila conferma che Ivan (o Ioan) era il suo nome di battesimo. I suoi altri due nomi sono invece di origine turca: Asen deriva infatti dal termine "sano, sicuro, salubre", mentre Belgun vuol dire "saggio". L'origine etnica della dinastia di Asen e dei suoi fratelli risulta ancora fonte di controversia tra gli storici. Le cronache scritte tra la fine del XII e l'inizio del XIII secolo li ritengono all'unanimità provenienti dalla Valacchia, una regione i cui abitanti erano i predecessori dei moderni rumeni. La loro stretta parentela con i cumani, così come l'etimologia turca dei nomi di Asen, implicano che fossero legati ai cumani o ai peceneghi. Secondo una teoria accademica, il carattere multietnico della loro patria, il thema bizantino (o distretto) del Paristrion, circostanza la quale rende probabile che bulgari, valacchi e cumani fossero tra i loro antenati.
Roberto de Clari, autore di una cronaca incentrata sulla storia antica dell'Impero latino di Costantinopoli, sostiene che Asen (confuso da Clari con il suo giovane fratello, Kalojan) era stato «in passato sergente dell'imperatore, incaricato di gestire uno degli allevamenti di cavalli dell'imperatore». Egli sottolinea che Asen era obbligato a inviare dai sessanta ai cento cavalli all'esercito imperiale per ordine della corona. Secondo Simpson, il resoconto fornito da Clari dimostrerebbe che Asen non era un proprietario terriero, ma un pastore.
Nell'autunno del 1185, l'imperatore bizantino Isacco II Angelo si accampò a Kypsela, in Tracia (odierna İpsala, in Turchia), durante la sua campagna contro i Normanni di Sicilia, i quali avevano invaso una seconda volta i Balcani. Teodoro e Asen giunsero all'accampamento per incontrare l'imperatore, e lo storico romeo Niceta Coniata dichiara che si fossero recati lì soltanto per comprendere se vi fossero le condizioni ideali per scatenare un'ipotetica rivolta del popolo bulgaro. Clari testimonia che Asen, in quanto responsabile di un allevamento di cavalli imperiale, doveva presentarsi alla corte imperiale «una volta all'anno».
Teodoro e Asen richiesero una sovvenzione all'imperatore, malgrado non si conoscano esattamente i dettagli di questa proposta. Le parole di Coniata, il quale narra gli eventi, suggeriscono che avessero domandato una pronoia, ovvero le rendite di un feudo imperiale. Occorre precisare che una «pronoia» di scarso valore veniva raramente concessa personalmente dal monarca. Ciò implica che i fratelli avessero fatto richiesta qualcosa di più, come ad esempio il titolo di governatore di un distretto, oppure l'assegnazione di un territorio semi-indipendente da amministrare, come hanno teorizzato gli accademici moderni. Quando l'imperatore rigettò la richiesta dei fratelli, questi osarono contestare la sua decisione. Asen, definito da Coniata «il più insolente e selvaggio dei due», si dimostrò particolarmente impertinente e fu «colpito in faccia e rimproverato per l'impudenza» nei confronti dello zio di Isacco II, Giovanni Ducas. Tuttavia, alla fine i due non furono imprigionati e poterono lasciare l'accampamento dell'imperatore.

### Rivolta

#### Albori dell'insurrezione

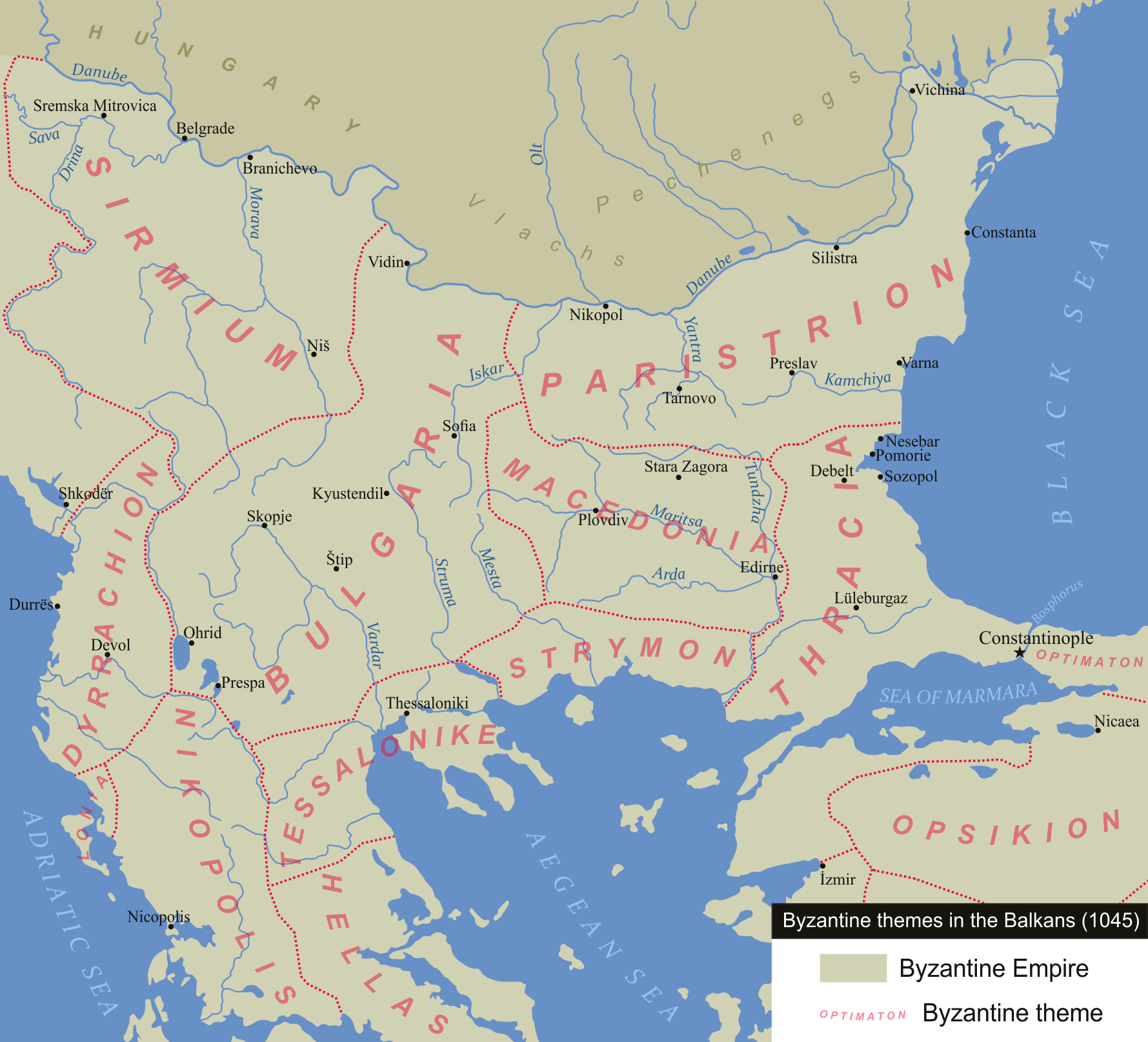
I themata (distretti) bizantini della Bulgaria e del Paristrion

L'imposizione di una nuova tassa, finalizzata a finanziare il matrimonio dell'imperatore con Margherita d'Ungheria, aveva infervorato la popolazione bulgara e valacca e l'aveva spinta sull'orlo di una rivolta prima dell'umiliazione pubblica di Asen e di suo fratello all'accampamento imperiale. Nonostante il malcontento generale, i fratelli inizialmente non furono in grado di fomentare una ribellione, perché i loro conterranei non credevano di avere alcuna speranza contro le truppe imperiali. Teodoro e Asen approfittarono del sacco di Tessalonica del 1185 compiuto dai normanni, durante il quale le icone di san Demetrio, patrono della città, furono portate in Bulgaria. Costruito un «luogo di preghiera», convocarono «sciamani» bulgari e valacchi sul posto. I fratelli plagiarono questi «demoni posseduti», come li chiama Coniata, per dichiarare davanti alla folla che Dio «aveva acconsentito alla loro libertà» e che San Demetrio sarebbe «giunto da loro» da Tessalonica «per fornirgli sostegno e assistenza» contro i romei.
In quel frangente Teodoro fu incoronato e si fece da allora chiamare Pietro, adottando così il nome di uno zar (o imperatore) di Bulgaria del X secolo. L'incoronazione e il nuovo nome scelto da Teodoro provano che i fratelli intendevano dimostrare sin dall'inizio di aver fondato uno Stato che, a livello internazionale, si presentasse come il diretto successore del Primo Impero bulgaro. Essi assediarono Preslav, l'antica capitale dell'impero bulgaro, sia pur senza riuscire a espugnarla. Durante i primi mesi del 1186, i fratelli eseguirono delle incursioni di saccheggio contro la Tracia, facendo vari prigionieri e appropriandosi di vari capi di bestiame. Isacco II guidò personalmente una controffensiva in direzione dei ribelli, ma questi resistettero agli invasori cercando riparo in «luoghi inaccessibili» nelle zone montane dei Balcani. Fu solo l'eclissi solare del 21 aprile 1186 che permise alle truppe imperiali di sferrare un attacco inaspettato e sconfiggere i rivoltosi. Pietro e Asen fuggirono dalla loro terra natale e attraversarono il Basso Danubio, con la speranza di convincere i guerrieri cumani a unirsi alla propria causa.
Isacco II ritenne erroneamente la sua vittoria decisiva e decise di fare ritorno a Costantinopoli senza rafforzare le difese nel Paristrion. Constatata la situazione, Pietro e Asen strinsero un'alleanza con alcuni capi cumani che li aiutarono a ritornare nell'impero bizantino in autunno. Coniata fornisce dei resoconti contraddittori sulle trattative tra i fratelli e le comunità cumane. In un'occasione, riferisce che l'alleanza fu frutto degli sforzi di Pietro, mentre in un altro passaggio della sua cronaca egli enfatizza il ruolo assunto da Asen. Poco dopo il loro ritorno, i fratelli presero il controllo del Paristrion e scagliarono una spedizione di saccheggio contro la Tracia. Le tattiche militari di Asen prevedevano l'applicazione di incursioni improvvise e ritiri rapidi, evento il quale impediva alle truppe imperiali di effettuare contrattacchi efficaci. Coniata ritiene che i fratelli non apparivano disposti ad accontentarsi di una piccola porzione di territorio, poiché essi speravano invece di «assicurarsi la supremazia sul Paristrion e sulla Bulgaria e di fonderli in un unico impero come nei tempi antichi». Si tratta, ovviamente, di un riferimento al loro tentativo di restaurare il Primo Impero bulgaro.

### Co-sovrano

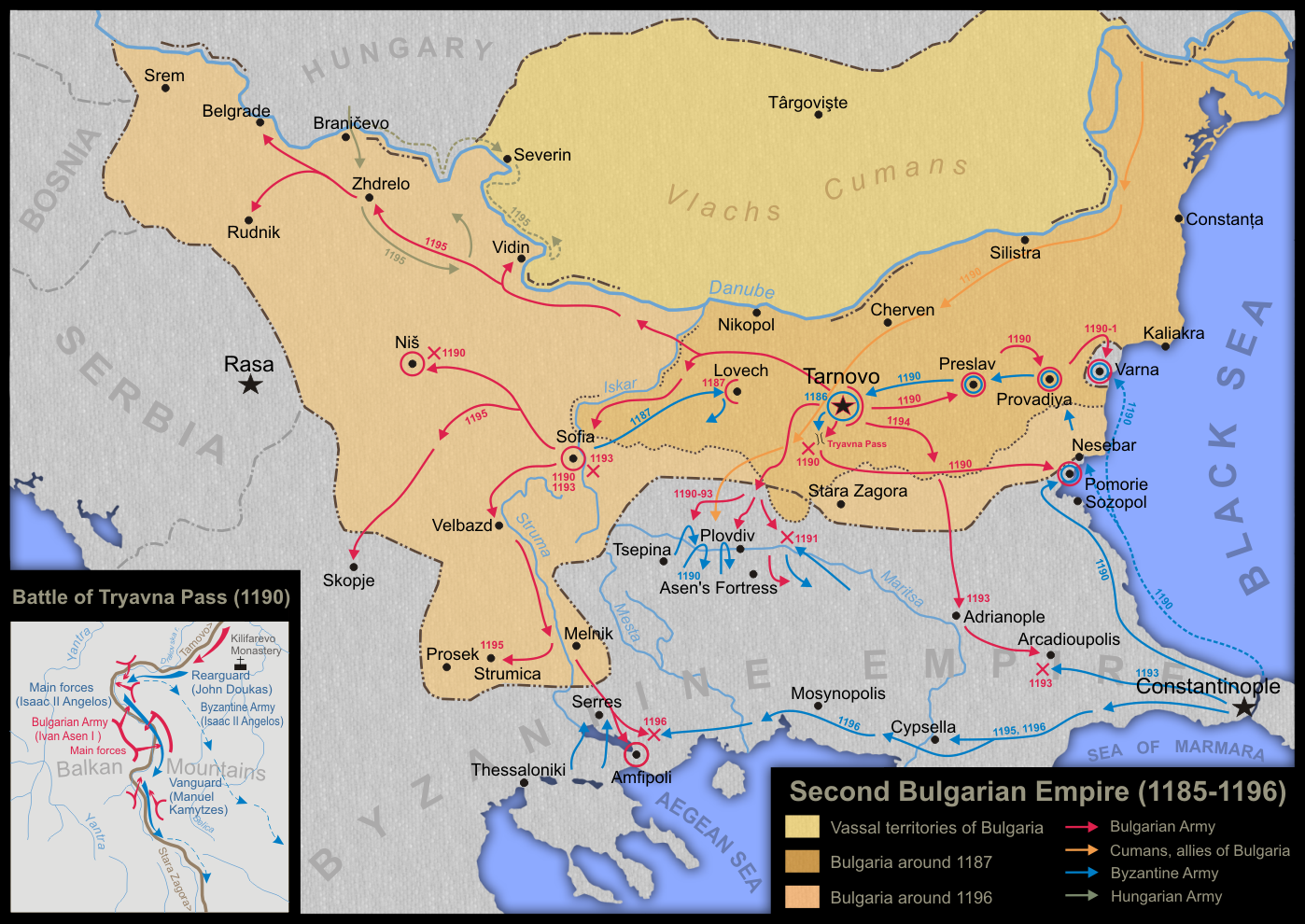
Il Secondo Impero bulgaro tra il 1185 e il 1196, secondo un atlante storico bulgaro. La teoria secondo cui la Bulgaria includeva l'Oltenia e la Muntenia, come viene presentata sulla mappa, non è universalmente accettata dagli storici

Alcuni sigilli recanti l'iscrizione «basileus» (o imperatore) «dei bulgari» e riferiti a Ivan sono stati trovati a Costantinopoli e in altre località. Secondo Giorgio Acropolita, «Asen governò sulla gente bulgara come imperatore per nove anni», prima di morire nel 1196. Ciò suggerisce che Asen condivise il potere con suo fratello nel 1187 o 1188. I bizantini lanciarono una serie di campagne contro i ribelli bulgari e valacchi, ma non riuscirono a impedire a Pietro e Asen di assicurarsi il loro dominio nel Paristrion. Isacco II guidò personalmente le sue truppe in Europa sud-orientale e, nella primavera del 1188, cinse d'assedio Loveč. Sebbene non potesse occupare la fortezza, i bizantini fecero prigioniera la moglie di Asen, Elena e suo fratello minore, Kalojan, rimasto quale ostaggio a Costantinopoli per anni.
L'arrivo dell'esercito crociato dell'imperatore del Sacro Romano Impero, Federico Barbarossa, nella penisola balcanica nel luglio 1189 permise a Pietro e Asen di occupare nuovi territori bizantini. Una delle cronache dedicata alla crociata compiuta da Federico Barbarossa, la Historia de expeditione Friderici imperatoris, testimonia esplicitamente che si impossessarono «[della regione] dove il Danubio sfocia nel mare» (la moderna Dobrugia) e di parti della Tracia. A proposito delle trattative tra Barbarossa e gli inviati dei fratelli durante la marcia dei crociati attraverso i Balcani, le fonti primarie menzionano solo Pietro, motivo per cui egli veniva considerato il sovrano principale della Bulgaria. I crociati lasciarono i Balcani alla volta dell'Asia Minore nel marzo 1190.
Poco dopo la partenza dei crociati, Isacco II Angelo si trasferì nelle terre cadute in mano a Pietro e Asen. Non potendo sconfiggere i valacchi e i bulgari, in quanto evitarono di scontrarsi in una battaglia campale, Isacco II Angelo cominciò la ritirata. L'esercito imperiale cadde vittima di un'imboscata e fu sconfitto nei pressi di un passo montano; tale scontro è storicamente noto come battaglia di Trjavna. Galvanizzati dal successo, i valacchi e i bulgari, insieme ai loro alleati cumani, lanciarono nuove incursioni contro la Tracia, saccheggiando Anchialo e altre città. Isacco II sconfisse i cumani vicino ad Adrianopoli nell'aprile 1191. Successivamente suo cugino, Costantino Angelo Ducas, surclassò le truppe di Pietro e Asen a seguito di una serie di battaglie.
Un elogio pronunciato in lode di Isacco II nel 1193 si riferiva ad Asen come a un «ribelle spericolato e ostinato», la cui autorità veniva preservata attraverso efficaci giochi di potere, mentre descriveva Pietro come un «ostacolo» e un «vento avverso» per suo fratello. Queste informazioni dimostrano che gli intrighi bizantini fomentarono un conflitto tra i fratelli nel 1192. Madgearu ha sostenuto che Pietro era presumibilmente disposto a giungere a una pace con i bizantini, mentre Asen desiderava continuare la guerra. Acropolita afferma che, in un momento storico imprecisato, Pietro si era trasferito da Tărnovo a Preslav, una regione conosciuta come «terra di Pietro» già nel XIII secolo. Sulla base delle fonti disponibili, gli storici Alexandru Madgearu e Paul Stephenson hanno concordato sul fatto che i fratelli si spartirono il proprio regno intorno al 1192, con Asen che preservò Tarnovo e i suoi dintorni.
Dopo che Costantino Angelo Ducas fu accecato durante la ribellione contro Isacco II, i valacchi e i bulgari ripresero i loro attacchi contro Bisanzio. L'imperatore inviò Alessio Gidos e Basilio Vatatzes ad attaccare gli invasori, ma i loro eserciti congiunti furono quasi annientati nella battaglia di Arcadiopoli del 1194. Pietro e Asen conquistarono nuove aree in Tracia, inclusa Filippopoli.
Isacco II decise di lanciare una nuova campagna per riconquistare la Tracia. Mentre stava radunando le sue truppe a Kypsela, suo fratello, Alessio, catturò e lo accecò l'8 aprile 1195. Alessio III inviò degli emissari da Pietro e Asen, proponendo di stringere una pace con loro. I fratelli rifiutarono la proposta del nuovo imperatore; a seguito di tale evento, Asen si trasferì in territorio bizantino e sconfisse Alessio Aspiete. Il bulgaro catturò le fortezze romee situate lungo il fiume Struma, lasciando le truppe valacche e bulgare a presidiarle.
Un nuovo esercito bizantino, stavolta sotto il comando del genero dell'imperatore, Isacco Comneno, lanciò una nuova invasione. Le truppe valacche, bulgare e cumane di Asen circondarono gli invasori e li sconfissero vicino a Serres. Comneno venne catturato da un guerriero cumano, il quale sperava di trattenerlo e di chiedere un ingente riscatto all'imperatore. Quando Asen fu informato della cattura di Comneno, ordinò al cumano di rilasciare il suo prigioniero.

### Morte

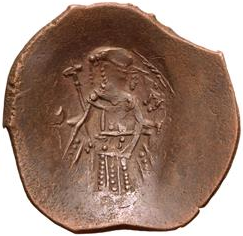
Moneta emessa sotto Ivan Asen I

Un boiardo di nome Ivanko pugnalò Asen nel 1196, ma il motivo per cui avvenne quest'omicidio rimane incerto. Coniata, il quale ancora una volta testimonia gli eventi relativi ad Asen, fornisce due versioni. Secondo una delle due, il prigioniero Isacco Comneno convinse Ivanko ad uccidere lo zar, promettendogli di dargli sua figlia in sposa. La seconda versione afferma che Ivanko ebbe «rapporti carnali segreti con la sorella della moglie di Asen», ma la loro relazione fu rivelata ad Asen. Pertanto, quest'ultimo si convinse a giustiziare sua cognata per la relazione amorosa illecita, che gettava discredito sulla reputazione della sua famiglia, ma sua moglie lo convinse a punire Ivanko anziché sua sorella. Asen ordinò a Ivanko di recarsi nella sua tenda in tarda notte, ma poiché Ivanko era stato informato delle intenzioni dello zar, egli giunse con una spada nascosta sotto le vesti e uccise il suo parente in quell'occasione.
Coniata asserisce che Ivanko voleva governare «in maniera più giusta ed equa» rispetto ad Asen, il quale aveva «sempre esercitato il suo potere con la spada». Sulla base del resoconto fornito dallo storico medievale, Stephenson ha dichiarato che le parole di Coniata dimostrano il «regime del terrore» introdotto da Asen, il quale intimidiva i suoi sudditi con l'assistenza di mercenari cumani. Vásáry, tuttavia, ha sostenuto che furono i bizantini a incoraggiare Ivanko a uccidere Asen. Ivanko tentò di assumere il controllo di Tărnovo con il sostegno di Costantinopoli, ma Pietro lo costrinse a cercare rifugio nell'impero bizantino. A quel punto Pietro incaricò Kalojan, come detto suo fratello minore, di amministrare i domini di Asen.

## Discendenza
Asen ebbe almeno due figli, ovvero Ivan Asen e Alessandro. Il primogenito, nato tra 1192 e 1196, divenne imperatore di Bulgaria nel 1218. Suo fratello minore, Alessandro, ricevette l'importante titolo di sebastocratore durante il regno di Ivan Asen II.

### Esplicative
1. ↑  Essi potevano interagire direttamente al monarca e mobilitare i propri conterranei: Simpson (2016), pp. 6-7.

### Bibliografiche
1. 1 2 3 4 5  Simpson (2016), p. 6.
2. ↑  Madgearu (2016), p. 53.
3. 1 2 3  Madgearu (2016), p. 64.
4. ↑  Petkov (2008), p. 254.
5. ↑  Vásáry (2005), pp. 39-40.
6. ↑  Vásáry (2005), p. 33.
7. ↑  Vásáry (2005), pp. 36-37.
8. ↑  Vásáry (2005), pp. 33, 40.
9. ↑  Dall'Aglio (2013), p. 308.
10. ↑  Vásáry (2005), pp. 39-41.
11. ↑  Madgearu (2016), pp. 62-63.
12. ↑  Madgearu (2016), p. 6.
13. 1 2  La conquista di Costantinopoli, cap. 64, p. 63.
14. 1 2  Simpson (2016), p. 18 (nota 25).
15. ↑  Madgearu (2016), p. 40.
16. ↑  Fine (1994), pp. 9-10.
17. ↑  Madgearu (2016), p. 35.
18. 1 2 3 4 5  Fine (1994), p. 10.
19. ↑  Madgearu (2016), pp. 40-41.
20. 1 2  Madgearu (2016), pp. 41-42.
21. ↑  Madgearu (2016), p. 42.
22. 1 2 3  Vásáry (2005), p. 16.
23. ↑  Annali di Niceta Coniata, 5.1.369, p. 204.
24. ↑  Curta (2006), p. 358.
25. ↑  Madgearu (2016), p. 43.
26. 1 2  Fine (1994), p. 11.
27. 1 2  Annali di Niceta Coniata, 5.1.371, p. 205.
28. ↑  Curta (2006), p. 359.
29. 1 2 3 4 5  Stephenson (2000), p. 290.
30. 1 2  Vásáry (2005), p. 17.
31. ↑  Simpson (2016), p. 5.
32. 1 2 3 4  Dall'Aglio (2013), p. 307.
33. 1 2  Curta (2006), p. 360.
34. ↑  Annali di Niceta Coniata, 5.1.372, p. 205.
35. 1 2 3  Stephenson (2000), p. 291.
36. ↑  Vásáry (2005), p. 42.
37. ↑  Fine (1994), p. 15.
38. ↑  Curta (2006), p. 361.
39. ↑  Annali di Niceta Coniata, 5.1.374, p. 206.
40. ↑  Madgearu (2016), p. 133.
41. ↑  Madgearu (2016), pp. 76-77.
42. 1 2  Annali di Giorgio Acropolita, cap. 12, p. 137.
43. ↑  Chary (2011), p. 18.
44. ↑  Madgearu (2016), p. 77.
45. ↑  Stephenson (2000), p. 293.
46. ↑  Madgearu (2016), p. 80.
47. ↑  Madgearu (2016), p. 81.
48. ↑  Treadgold (1997), pp. 657-658.
49. ↑  Fine (1994), pp. 23-25.
50. ↑  Madgearu (2016), p. 84.
51. ↑  Historia de expeditione Friderici imperatoris, p. 76.
52. ↑  Madgearu (2016), pp. 88-89.
53. ↑  Fine (1994), p. 24.
54. 1 2  Stephenson (2000), p. 298.
55. ↑  Treadgold (1997), p. 658.
56. ↑  Stephenson (2000), p. 300.
57. ↑  Stephenson (2000), pp. 300-301.
58. ↑  Stephenson (2000), p. 301.
59. ↑  Madgearu (2016), p. 104.
60. ↑  Madgearu (2016), pp. 104-105.
61. 1 2  Stephenson (2000), p. 302.
62. ↑  Madgearu (2016), pp. 105-107.
63. 1 2 3 4  Madgearu (2016), p. 107.
64. ↑  Treadgold (1997), p. 659.
65. 1 2  Stephenson (2000), p. 303.
66. 1 2  Madgearu (2016), p. 108.
67. 1 2 3 4 5 6 7  Stephenson (2000), p. 304.
68. 1 2 3 4  Madgearu (2016), p. 109.
69. 1 2  Vásáry (2005), p. 46.
70. ↑  Madgearu (2016), p. 111.
71. ↑  Annali di Niceta Coniata, 6.1.469, p. 257.
72. 1 2 3  Fine (1994), p. 28.
73. ↑  Annali di Niceta Coniata, 6.1.470, p. 258.
74. 1 2  Stephenson (2000), p. 305.
75. 1 2 3  Vásáry (2005), p. 47.
76. 1 2  Madgearu (2016), p. 175.
77. ↑  Madgearu (2016), pp. 175, 197.

### Fonti primarie
- Giorgio Acropolita, The History, traduzione di Ruth Macrides, Oxford University Press, 2007, ISBN 978-0-19-921067-1.
- Roberto de Clari, The Conquest of Constantinople: Robert of Clari, traduzione di Edgar Holmes McNeal, Columbia University Press, 1996, ISBN 0-8020-7823-0.
- Niceta Coniata, O City of Byzantium, Annals of Niketas Choniatēs, traduzione di Harry J. Magoulias, Wayne State University Press, 1984, ISBN 978-0-8143-1764-8.
- The History of the Expedition of the Emperor Frederick, in The Crusade of Frederick Barbarossa: The History of the Expedition of the Emperor Frederick and Related Texts, traduzione di G. A. Loud, Routledge, 2016,  pp. 33-134, ISBN 978-13-17-03685-2.

### Fonti secondarie
- (EN) Frederick B. Chary, The History of Bulgaria, Greenwood, 2011, ISBN 978-03-13-38447-9.
- (EN) Florin Curta, Southeastern Europe in the Middle Ages, 500-1250, Cambridge, Cambridge University Press, 2006, ISBN 978-0-511-81563-8.
- (EN) Francesco Dall'Aglio, The interaction between nomadic and sedentary peoples on the Lower Danube: the Cumans and the "Second Bulgarian Empire", in Florin Curta e Bogdan–Petru Maleon, The Steppe Lands and the World Beyond Them: Studies in Honor of Victor Spinei on his 70th Birthday, Editura Universității "Alexandru Ian Cuza", 2013,  pp. 299-313, ISBN 978-97-37-03933-0.
- (EN) John Van Antwerp Jr. Fine, The Late Medieval Balkans: A Critical Survey from the Late Twelfth Century to the Ottoman Conquest, The University of Michigan Press, 1994, ISBN 0-472-08260-4.
- (EN) Alexandru Madgearu, The Asanids: The Political and Military History of the Second Bulgarian Empire, 1185–1280, Brill, 2016, ISBN 978-9-004-32501-2.
- (EN) Kiril Petkov, The Voices of Medieval Bulgaria, Seventh-Fifteenth Century: The Records of a Bygone Culture, BRILL, 2008, ISBN 978-90-47-43375-0.
- (EN) Alicia Simpson, Byzantium's Retreating Balkan Frontiers during the reign of the Angeloi (1185–1203): A Reconsideration, in Vlada Stanković, The Balkans and the Byzantine World before and after the Captures of Constantinople, 1204 and 1453, Lexington Books, 2016,  pp. 3-22, ISBN 978-14-98-51325-8.
- (EN) Paul Stephenson, Byzantium's Balkan Frontier: A Political Study of the Northern Balkans, 900-1204, Cambridge University Press, 2000, ISBN 978-0-521-02756-4.
- (EN) Warren Treadgold, A History of the Byzantine State and Society, Stanford University Press, 1997, ISBN 0-8047-2630-2.
- (EN) István Vásáry, Cumans and Tatars: Oriental Military in the Pre-Ottoman Balkans, 1185–1365, Cambridge University Press, 2005, ISBN 978-11-39-44408-8.